# Stazione di Oderzo
La stazione di Oderzo  è la stazione ferroviaria della cittadina di Oderzo ed è posta lungo la linea Treviso-Portogruaro.
Si trova a sud del paese, ai confini tra Borgo San Rocco e il quartiere Brandolini.

## Storia
È stata inaugurata nel 1895. Nel 1966 in seguito ad una grande alluvione, l'esercizio della ferrovia Treviso-Portogruaro venne sospeso causando di fatto l'abbandono dell'impianto per circa trent'anni. Nel frattempo il servizio fu sostituito da una linea di autobus lungo la strada statale 53 Postumia, parallela alla ferrovia.
Come illustrato nel paragrafo di storia della ferrovia Treviso-Portogruaro, furono soprattutto motivi legati al traffico merci "passante" a far sì che la riapertura di questa ferrovia venisse ricompresa nelle opere inserite nel programma integrativo del 1981. La stazione venne quindi riaperta al solo traffico merci nel 2000 e successivamente fu riaperta anche al traffico passeggeri.
Nonostante le promesse delle Ferrovie dello Stato, il fabbricato viaggiatori, restaurato solo esteriormente è rimasto chiuso. Nel 2017 la struttura è passata in gestione alla Pallamano Oderzo, ma - a maggio 2019 - non sono ancora partiti i lavori che dovranno essere realizzati dalla Pallamano Oderzo.

## Strutture e impianti
Originariamente l'impianto era dotato di un piccolo scalo merci con magazzino e di due binari di precedenza e incrocio oltre a quello di corretto tracciato, alla riapertura della linea lo scalo fu demolito e i binari di incrocio furono ridotti a uno. Furono nel tempo eliminati anche i due passaggi a livello di stazione.
RFI a novembre 2007 ha deciso di cedere in affitto lo stabile a chi ne farà richiesta.
Nel giugno 2016 sono state ufficializzate le voci che circolavano da alcuni mesi: la Pallamano Oderzo ha chiesto di poter trasformare la struttura rendendola accogliente nei confronti dei pendolari. Il progetto presentato nell'autunno 2018 non ha ancora trovato realizzazione.

## Movimento
La stazione è servita da treni regionali svolti da Trenitalia nell'ambito del contratto di servizio stipulato con le regioni interessate.
La domenica i treni sono sostituiti da Bus sostitutivi FS che garantiscono tutti i giorni festivi (compresi, vigilia, Natale, capodanno) un collegamento con Treviso e Portogruaro. Il servizio è attualmente dato in gestione al Gruppo Martini Bus di Mestre.

## Servizi
La stazione è dotata di una biglietteria self service di tipo regionale, abilitata all'acquisto di titoli di viaggio esclusivamente con monete, carte di credito o bancomat.

## Interscambi
Autoservizi MOM Mobilità di Marca.